# Чинарево
Чина́рево (каз. Чинарево) — село у складі Байтерецького району Західноказахстанської області Казахстану. Входить до складу Январцевського сільського округу.
Населення — 230 осіб (2021; 288 у 2009, 354 у 1999, 374 у 1989).